# Cirque de Barrosa
Le cirque de Barrosa (Circo de Barrosa en espagnol) est un cirque glaciaire situé au centre de la chaîne des Pyrénées, en Espagne, dans la comarque du Sobrarbe (province de Huesca, communauté autonome d'Aragon). Une partie de sa ligne de crête forme la frontière avec la France.
Il s’agit d’un beau cirque de montagne, attrayant pour des montagnards, mais il se singularise par sa structure géologique en deux étages, l’étage supérieur faisant partie d’un chevauchement, et par les vestiges d’un ancien chemin muletier qui le traverse de part en part. Or ces deux singularités sont intimement liées puisque ce chemin a été aménagé sur une corniche naturelle qui court, dans les falaises, à la limite entre les deux étages, ce qui confère à son parcours un grand intérêt sur le plan géologique.
De plus le cirque de Barrosa fournit l’occasion de s’intéresser à plusieurs histoires : celles de l’exploitation minière dans la région du cirque, à laquelle ce chemin est lié ; celle des relations humaines entre la France et la vallée de Bielsa, par ce chemin ou des cols voisins ; celle d’un épisode de la guerre d’Espagne, dont la vallée de Bielsa a été le théâtre ; et celle du pyrénéisme, dont les pionniers découvrent le cirque à la fin du XIXe siècle.

## Toponymie
Barr- vient de l’indo-européen, ou du latin, barra- (cime, extrémité, branche pour un arbre) qui a donné « barre » en français avec le sens de pièce de bois qu’on met en travers pour « barrer » le passage, comme le fait une « barre rocheuse » plus large que haute.
L’origine du suffixe –osa est obscure : peut-être le latin –osus, -osa, qui marque la quantité, comme en français le suffixe –eux, par exemple dans herbeux.
Barrosa en espagnol devient Barroude en français, -osa passant à –oda, -oudo dans le gascon local

## Géographie

### Topographie

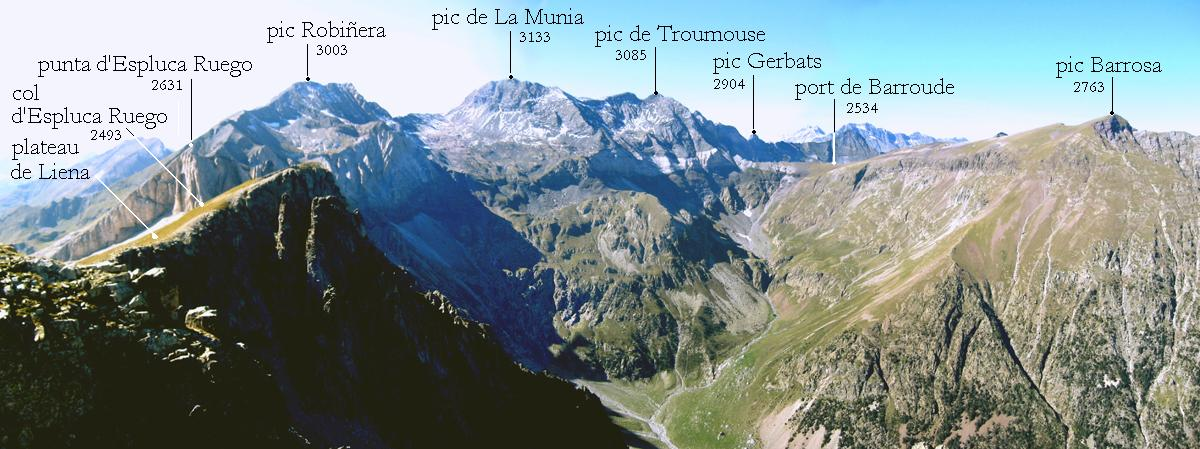
Vue panoramique du cirque de Barrosa, prise de la sierra de Liena.

Le cirque glaciaire de Barrosa se situe sur le versant espagnol de la crête frontière des Pyrénées centrales, dans le Haut Aragon (province de Huesca, comarque de Sobrarbe), vallée de Bielsa. Y prend sa source le rio Barrosa, qui se jette dans le rio Cinca à Bielsa.
Entre le col d’Espluca Ruego au sud (2 493 m) et le port frontalier de Barroude au nord (2 534 m), distants de 3,25 km, sa ligne de crête principale dessine une demi-conférence de 5 km de long, passant par les sommets de la Punta d’Espluca Ruego (2 631 m), le pic Robiñera (3 003 m), le pic de la Munia (3 134 m), et le pic de Troumouse (3 085 m). Elle est de 7 km si on la considère comme se prolongeant au-delà du port de Barroude jusqu’au pic Barrosa (2 763 m).

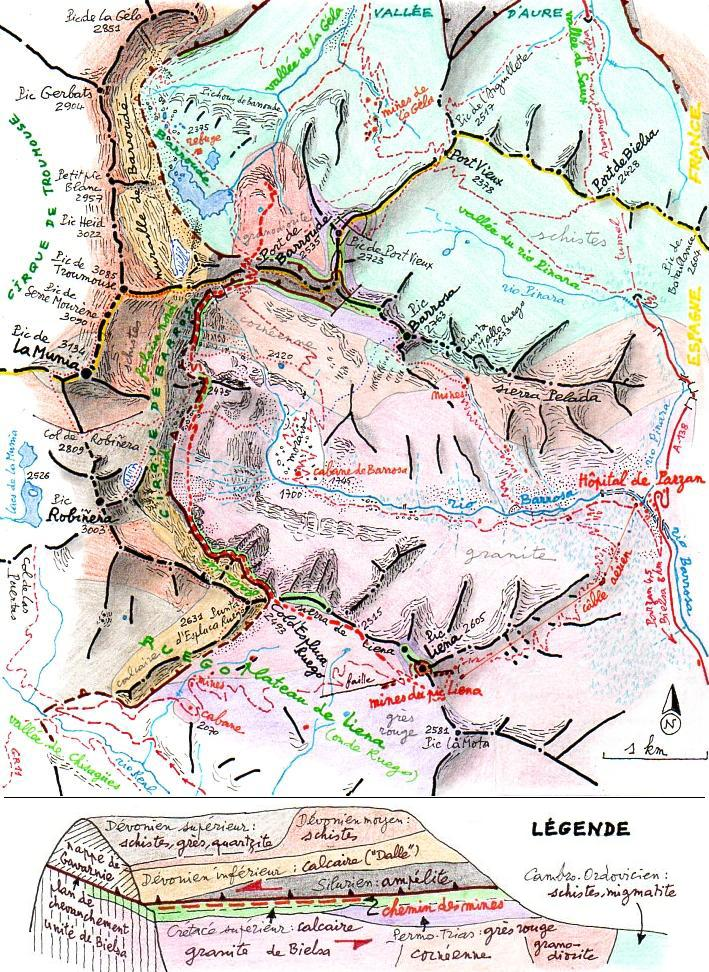
Carte topographique et géologique de la région du cirque de Barrosa

Par l’arête est du pic de La Munia, qui avance dans le cirque un gros épaulement en forme de dôme, le cirque est divisé en deux parties. Sa partie nord (« dite Barroseta »), qui s’adosse au cirque de Troumouse, et dont la falaise prolonge en Espagne la muraille de Barroude, communique avec la vallée de La Gela, branche de la vallée d’Aure, par le port de Barroude. Sa partie sud, la plus grande, comprend la partie centrale du cirque, dont les pentes, sous le large col de Robiñera, sont modérées, et la falaise sud du cirque, prolongée à l’est par le versant nord, abrupt, de la sierra de Liena. Par le col d’Espluca Ruego elle communique avec le plateau pastoral de Liena (ou de Ruego), versant sud de cette sierra, en pente douce au-dessus de la vallée d’un affluent de la rive droite du rio Barrosa, le rio Real.

### Voies d'accès
L’accès le plus facile se fait par le lieu-dit l’« Hospital de Parzan », au bord du rio Barrosa, sur la route internationale A-138, à 3 km de la sortie sud du tunnel transfrontalier d’Aragnouet-Bielsa. De là on atteint le fond du cirque, à pied, en 1 heure 1/4 environ.
Par le sud on peut y accéder par la vallée de Chisagües, hameau accessible par la route à laquelle succède une piste, parfois en forte pente, permettant d’atteindre, en 8 km, une cabane sur le plateau de Liena. De là on monte au col d’Espluca Ruego en 1 heure à pied.
Au nord on peut y accéder par la vallée de La Gela en montant à pied au port de Barroude, en 3 h 30 - 4 h à partir de la route D 173.

### Géologie

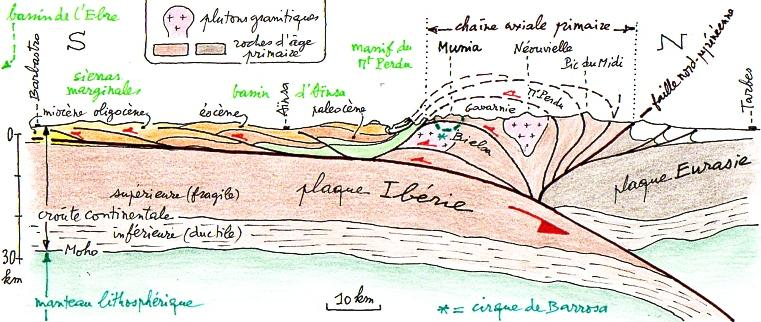
Coupe nord-sud des Pyrénées centrales montrant les chevauchements consécutifs à la collision de la plaque tectonique Ibérie contre la plaque eurasienne

La muraille du cirque comporte deux étages,, ce qui a d'emblée frappé Franz Schrader lorsque le premier, en 1877, il visite le cirque alors méconnu des pyrénéistes français.
L’étage supérieur appartient à une unité chevauchante (« chevauchement », « allochtone ») dite « nappe de charriage de Gavarnie, », et repose par un contact anormal sur une unité inférieure (« socle », « substratum », « autochtone »). Ce plan de chevauchement est quasiment horizontal dans le cirque alors qu'au-delà il plonge vers le nord et vers le sud,.
Le cirque de Barrosa met ainsi son visiteur en présence du mécanisme de la formation des montagnes par collision continentale (ce qui est le cas des Pyrénées, qui peut être comparé à celui des Alpes,, et de  l'Himalaya, à base de chevauchements par compression,,,,,.
Vers –80 millions d’années (Ma), la plaque continentale ibérique (sa lithosphère) entre en collision avec le bord aquitain de la plaque eurasienne supposée fixe. La plaque ibérique s’enfonce (difficilement car relativement légère) sous la plaque eurasienne, mais des écailles, bloquées contre le front de celle-ci, s’en décollent successivement et chevauchent, par à-coups successifs, la croûte ibérique sous-jacente qui continue à migrer vers le nord. Un mécanisme analogue affecte à un moindre degré le bord aquitain de la plaque eurasienne. C’est l'empilement par en dessous de ces « unités chevauchantes », dans le prisme formé par les deux plaques, qui, en épaississant la croûte continentale, est le principal mécanisme de la surrection des Pyrénées. Celle-ci est passée par un maximum d’intensité vers –40 Ma. Elle remanie une croûte continentale qui avait été affectée, entre -350 et -300 Ma, par la formation de la chaîne hercynienne, par la suite réduite à l’état de pénéplaine par son érosion au Permien et au Trias (-300 à -200 Ma). Elle continue aujourd’hui, mais beaucoup plus lentement.

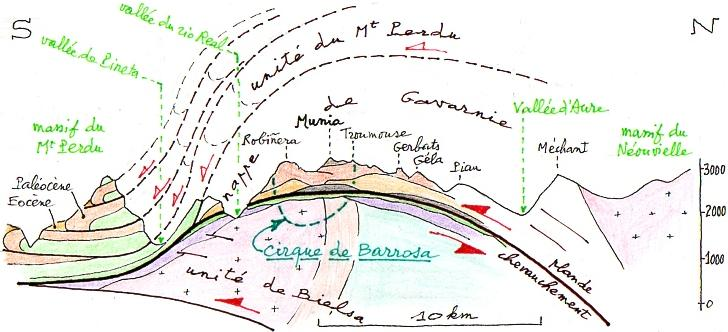
Coupe nord-sud de la région du cirque de Barrosa situant celui-ci dans l'empilement des chevauchements, par rapport à la nappe de charriage de Gavarnie

Sur une coupe nord-sud cet empilement a la forme d’un éventail avec déversement vers le nord  sur la plaque eurasienne (incluant la faille nord-pyrénéenne qui représente la suture entre les deux plaques), et surtout vers le sud. Dans la partie centrale des Pyrénées il constitue la chaîne axiale, faite en majorité de terrains primaires. Son versant méridional, empilement des têtes plongeantes des unités chevauchantes, est fait surtout de sédiments calcaires crétacés et tertiaires ; il constitue le futur massif du Mont-Perdu.
Le cirque de Barrosa a été creusé par les glaciers quaternaires dans l’épaisseur de deux de ces unités chevauchantes superposées, à un endroit où le plan de chevauchement entre les deux est pratiquement horizontal. L’unité inférieure est constituée de granite dans les parties centrale et méridionale du cirque et le plateau de Liena, et de cornéenne (schistes infiltrés et recuits par le granite à l’état fondu lorsqu’il s’est mis en place dans la chaîne hercynienne) dans sa partie nord. Sa surface est celle de l’ancienne pénéplaine post-hercynienne, par la suite recouverte de sédiments : dépôts fluviatiles discontinus de grès rouge au Permien et au Trias (pic Barrosa, plateau de Liena) résultant de l’érosion de la chaîne hercynienne, puis dépôts calcaires dans une mer peu profonde au Crétacé supérieur moyen,,.
L’unité supérieure (la « nappe de charriage ») est constituée, de bas en haut : d'wikt:ampélite du Silurien, de calcaire du Dévonien inférieur et de schistes du Dévonien moyen et supérieur,.

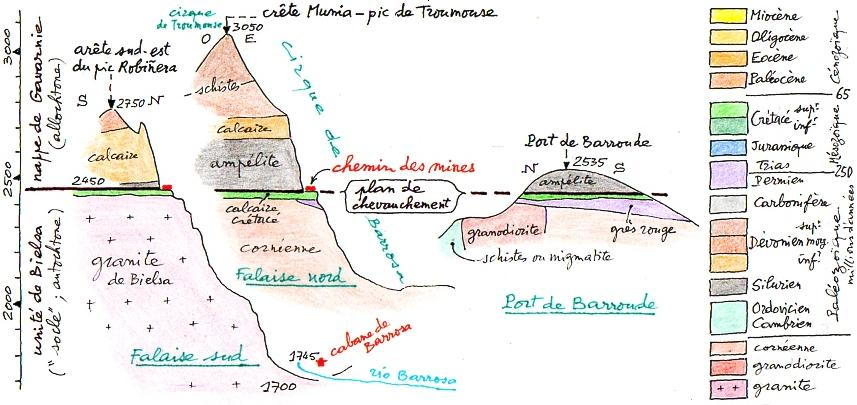
Schémas de la structure géologique de trois parties du cirque de Barrosa : la falaise sud, la falaise nord et le port de Barroude

En raison de la place importante qu’elle occupe dans la cirque, l'ampélite,« L'ampélite » justifie une mention spéciale. Cette roche contient en effet des matières organiques, donc du carbone, sous forme de particules de graphite où les feuillets de carbone sont mal liés entre eux. Ceci explique, outre la couleur noirâtre de la roche, son délitement facile (responsable des reliefs émoussés du port de Barroude), et surtout son rôle de « couche-savon » lié à l’effet lubrifiant du graphite, donc sa position à la base de l’étage supérieur, juste au-dessus du plan de chevauchement.
Le profil en « auge » de la vallée du rio Barrosa témoigne de son érosion par le glacier quaternaire qui a creusé la partie sud du cirque,. Au centre du cirque, une moraine, masquée par une pelouse mais parsemée de blocs calcaires erratiques, en aval d’un verrou glaciaire, est le témoin du glacier plus récent (fin de la dernière période glaciaire : −20 000 à −10 000 années) qui a creusé sa partie nord. Après la fin du petit âge glaciaire, au milieu du XIXe siècle, a persisté dans la versant est du pic Robiñera un glacier aujourd'hui disparu,.

## Histoire

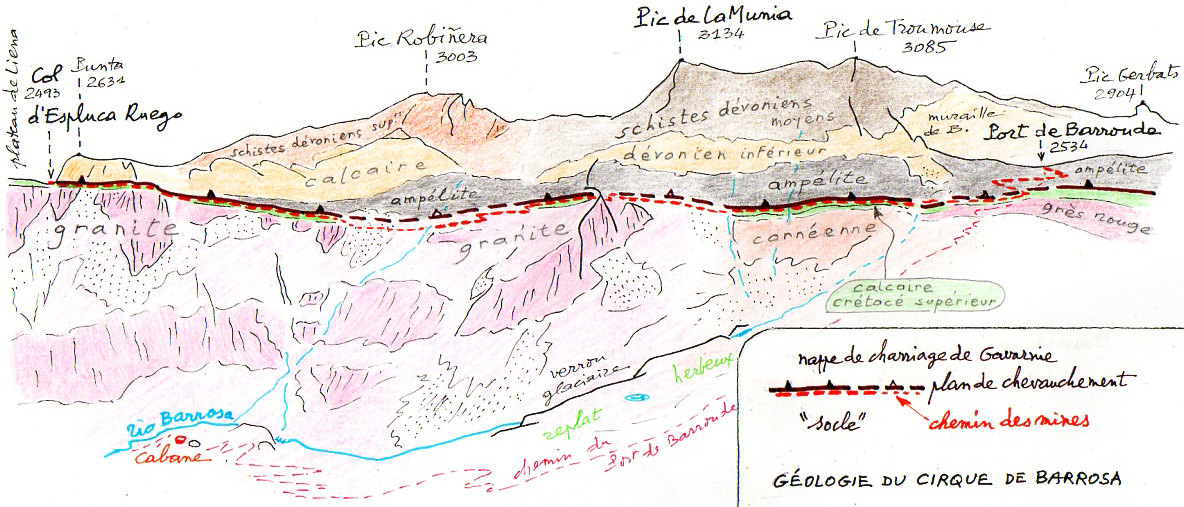
Géologie du cirque de Barrosa montrant sa structure en deux étages, identifiant leurs roches, et situant le chemin des mines

Plusieurs faits historiques peuvent être rattachés au cirque de Barrosa ou à ses environs immédiats.

### Relations humaines entre les vallées d'Aure et de Bielsa
Pendant des siècles le port de Barroude (surtout à partir du moment où le chemin des mines a été aménagé), et encore plus le Port Vieux et le port de Bielsa voisins, ont été, jusqu’à la construction des routes et des tunnels transfrontaliers, un lieu de franchissement à pied de la crête frontière des Pyrénées centrales (comme le Port de Boucharo plus à l’ouest, et le port de Plan plus à l’est). Le lieu-dit Hôpital de Parzan tient son nom de l’existence à cet endroit, dans le passé, au débouché de ces trois cols, d’un hospice, ou hôpital (dont il ne reste pratiquement rien), sorte de refuge où les voyageurs trouvaient le gîte et le couvert. Il avait son pendant côté français dans un hospice qui incluait la chapelle des Templiers,.
C’était surtout les habitants des vallées françaises et espagnoles qui franchissaient ces ports transfrontaliers. Jouissant d’une grande autonomie par rapport au pouvoir royal, ils étaient libres d’aller d’un versant à l’autre. Or les deux versants sont complémentaires sur le plan du climat (humide et froid du côté français, sec et chaud côté espagnol) et donc sur celui des ressources, qu’ils avaient intérêt à échanger pour survivre.

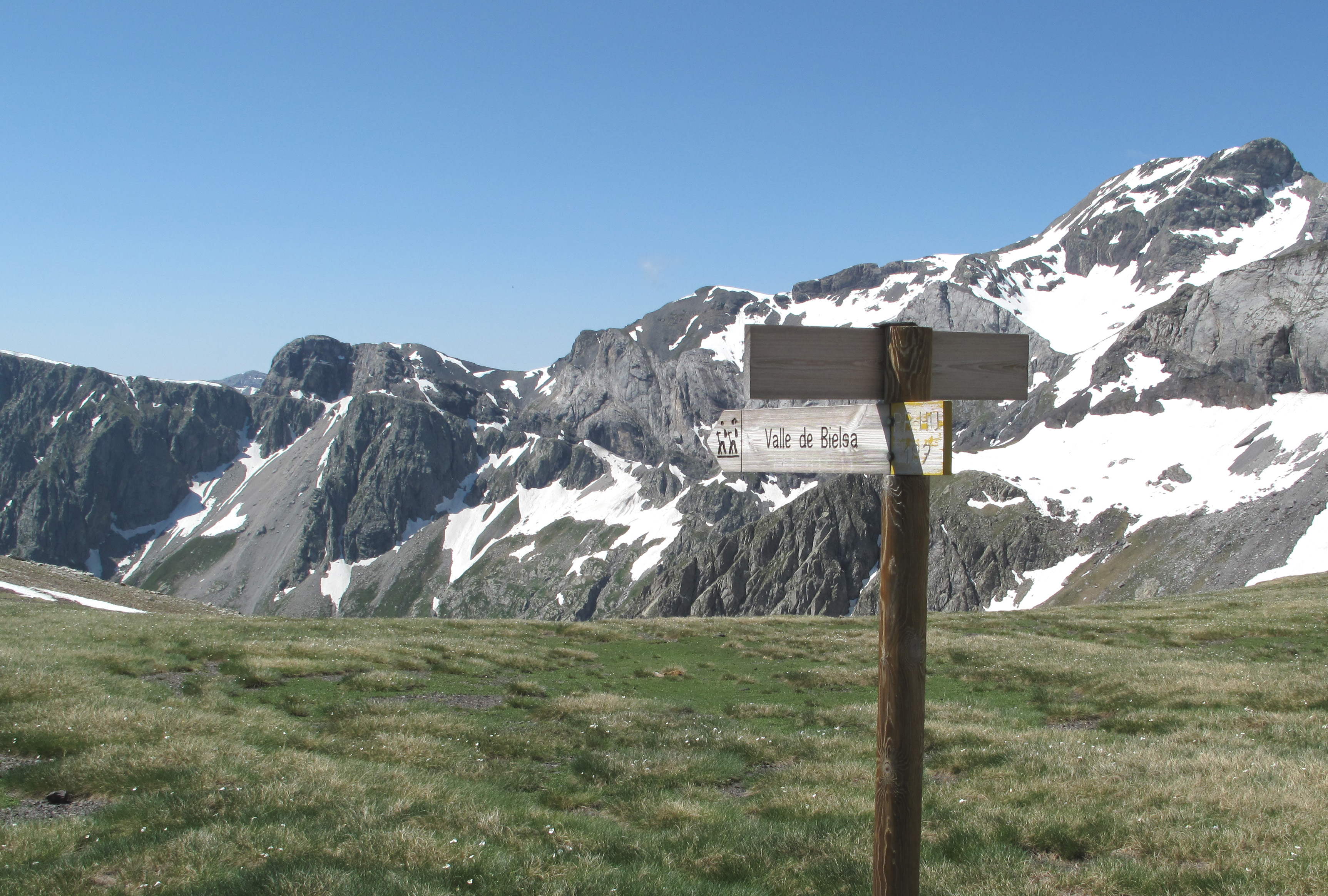
Partie sud du cirque de Barrosa, du col d'Espluca Ruego à gauche au pic Robiñera à droite

Par exemple les Espagnols menaient leurs bovins paître les grasses prairies du versant nord louées aux communes françaises propriétaires. Des habitants des vallées françaises allaient vendre du fromage, du beurre, des objets artisanaux, des mulets, dans les vallées espagnoles, et les Espagnols apportaient en France de la laine, de l’huile d’olive, du sel, des fruits, du vin. Les ports étaient aussi franchis par des pèlerins, des commerçants, des ouvriers saisonniers, des contrebandiers, des déserteurs, ou simplement par des personnes allant rendre visite à des amis ou des parents de l’autre côté de la frontière,.
Pour que ces échanges se déroulent dans un climat de solidarité et de paix, et de façon permanente, à l’écart des guerres entre les deux royaumes, des représentants des habitants de deux versants s'assemblaient pour voter et jurer de respecter, sous le nom de « lies et passeries », une charte commune assurant liberté de circulation, non-agression, secours mutuel, réciprocité juridique,.

### Histoire minière
À proximité du cirque, à l’extrémité nord-est du plateau de Liena, dans les versants sud et est du pic Liena, des mines de plomb argentifère et de fer,, ont été exploitées, probablement depuis l’Antiquité et jusqu'au XXe siècle. Il existe d’ailleurs des vestiges d’autres mines dans la région : mines de Ruego, à l’autre extrémité du plateau de Liena, mines de Mallo Ruego dans le flanc sud du pic Barrosa, mines du pic Mener face au pic Liena, sur la rive gauche du rio Barrosa, mines de La Gela, côté français, au-dessous du Port Vieux. À partir du minerai de fer, des forges, à Bielsa, ont produit dans le passé, notamment aux XVIIe et XIXe siècles, du fer d’excellente qualité.

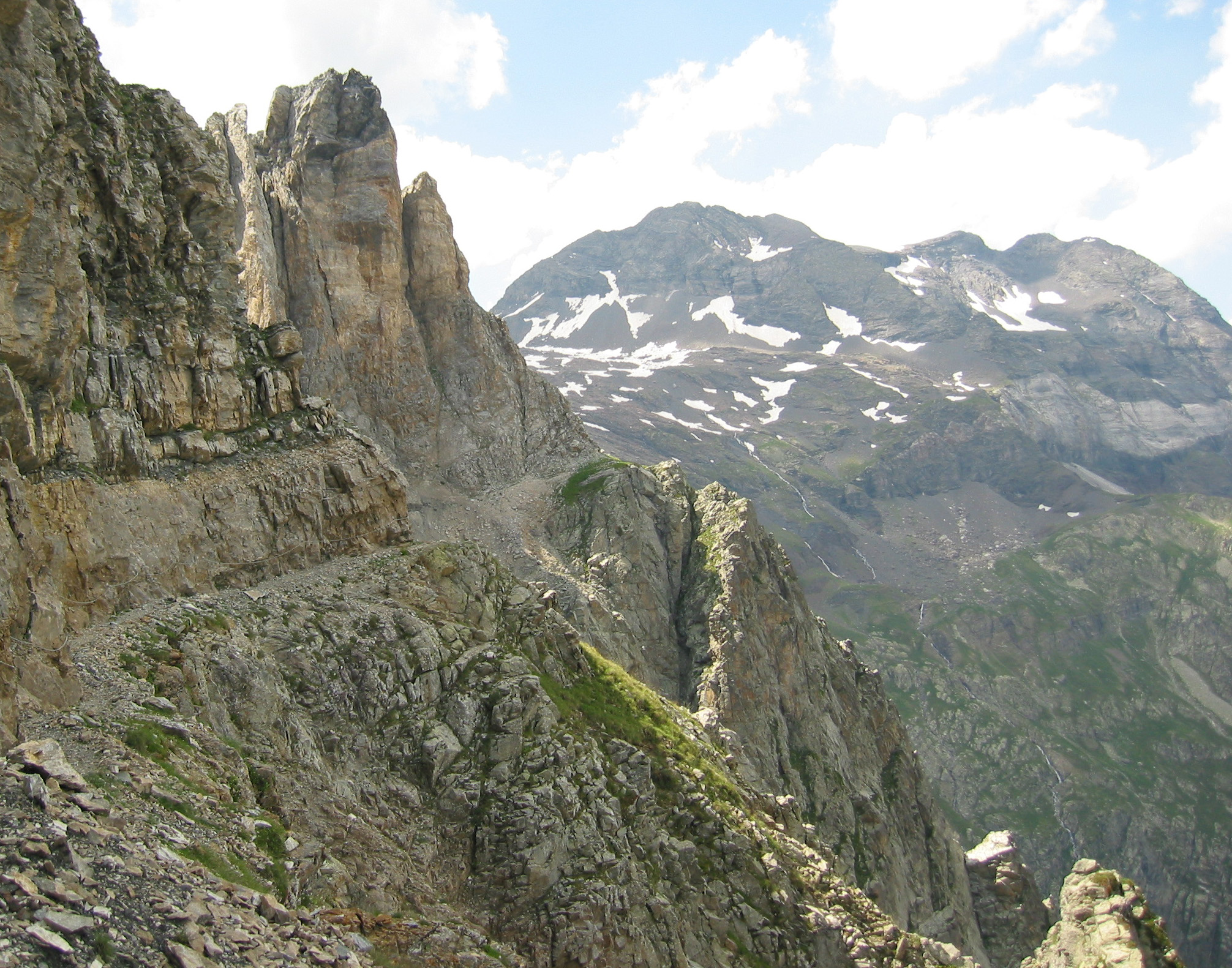
Falaise sud du cirque de Barrosa vue du col d'Espluca Ruego ; à droite : pics de la Munia et de Troumouse

Mais le minerai extrait de ces mines du pic Liena était nécessairement transporté dans des centres de traitement éloignés. Or la dissymétrie des Pyrénées fait que son transport vers les vallées françaises était nettement plus court et facile que le transport vers la vallée de l’Èbre. Entre 1912 et 1928, date à laquelle l’exploitation des mines, difficile en raison de leur altitude, voisine de 2 500 m, a cessé d’être rentable, l’essor de la technologie du fer a permis l’installation d’audacieux câbles transporteurs aériens. L’un d’eux descendait le minerai du pic Liena à des installations minières (dont il ne reste aujourd’hui que des ruines envahies par la végétation) construites à l’Hospital de Parzan, au bord du rio Barrosa, où il était débarrassé dans une laverie de sa partie stérile. L’autre, transfrontalier, de 10 km de long, le transportait en vallée d’Aure, au pont du Moudang.
Mais, avant 1912, un chemin muletier, appelé en France « chemin des mines », a sans doute permis, pendant un temps, le transport du minerai de plomb argentifère à dos de mulets, sans grande perte d’altitude, à travers le cirque de Barrosa, où il avait pu être aménagé grâce à une corniche naturelle. Son tracé, intimement lié à la structure géologique du cirque, court en effet dans les falaises sud et nord, juste au niveau du plan de chevauchement, sur cette corniche naturelle liée au fait que l’étage supérieur, plus sensible à l’érosion, est un peu en retrait par rapport à l’étage inférieur. Cet aménagement, sans doute au XIXe siècle, a cependant nécessité la construction de murettes de soutènement (aujourd’hui disparues, sauf dans un court tronçon-témoin dans la falaise sud) et, à certains endroits, l’élargissement de la corniche à coups d’explosifs.

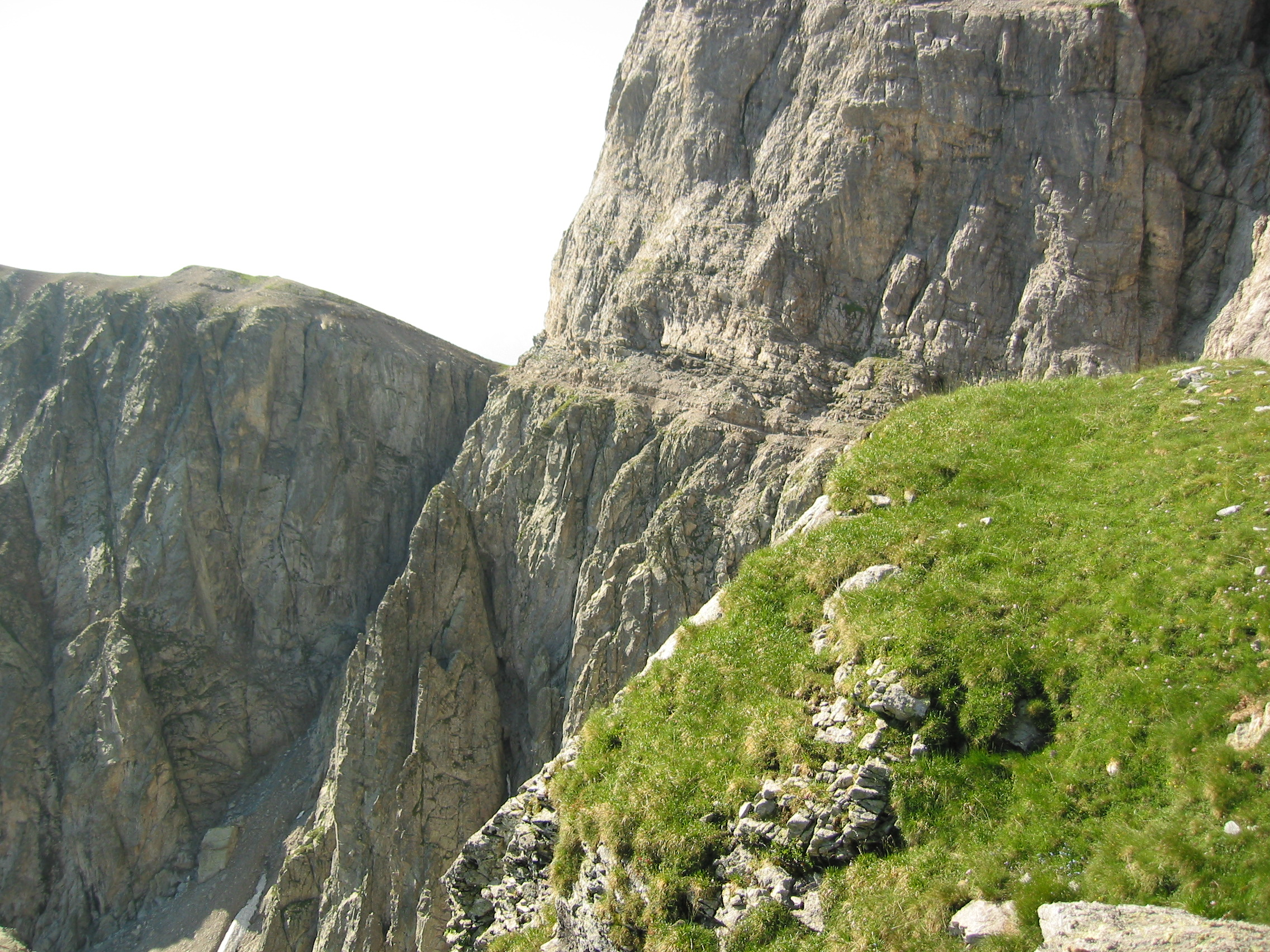
D'un éperon de la falaise sud vue sur la vire au départ du col d'Espluca Ruego

Cette situation du chemin au niveau du plan de chevauchement explique qu’au col d’Espluca Ruego il soit de plain-pied avec la surface du plateau de Liena, et que dans les falaises, ou même ailleurs, sa chaussée lui soit offerte par la mince assise de calcaire crétacé qui recouvre le granite ou la cornéenne du socle, et que, lorsqu’on le parcourt, on côtoie souvent la base de la couche d’ampélite noirâtre qui lui a donné son nom espagnol. Cela fait de lui un « chemin géologique », spectaculaire et peut-être unique.
Partant des mines de Liena il traversait horizontalement le haut du plateau de Liena (où ses vestiges sont encore visibles) jusqu’au col d’Espluca Ruego. Sur le versant français du Port de Barroude, probablement relayé par un petit câble aérien pour franchir l’escarpement rocheux qui soutient le balcon de Barroude, il descendait dans la vallée de La Gela. Ce chemin permettait de toute façon le déplacement du personnel travaillant aux mines, et le transport du matériel, entre la France et celles-ci.
D’autres mines ont été exploitées dans la région, comme dans beaucoup d’autres régions des Pyrénées, jusqu’au XIXe siècle, principalement aux XVIe et au XVIIe : des mines, dites de Mallo Ruego, dans la versant sud du Pic Barrosa, avec un câble aérien dont on peut voir des vestiges dans la haute vallée du rio Barrosa ; des mines de fer dans le versant ouest du Pic Mener, face au pic Liena sur la rive gauche du rio Barrosa, alimentant les forges de Bielsa ; des mines dans la vallée du Rio Cinqueta (notamment des mines de cobalt au-dessus du village du Plan) ; d’autres mines dans le massif proche de La Punta Suelsa. Sur le versant français des mines de plomb argentifére ont été également exploitées, notamment au XIXe siècle, dans la vallée de La Gela, sous le Port Vieux.

### La Bolsa de Bielsa

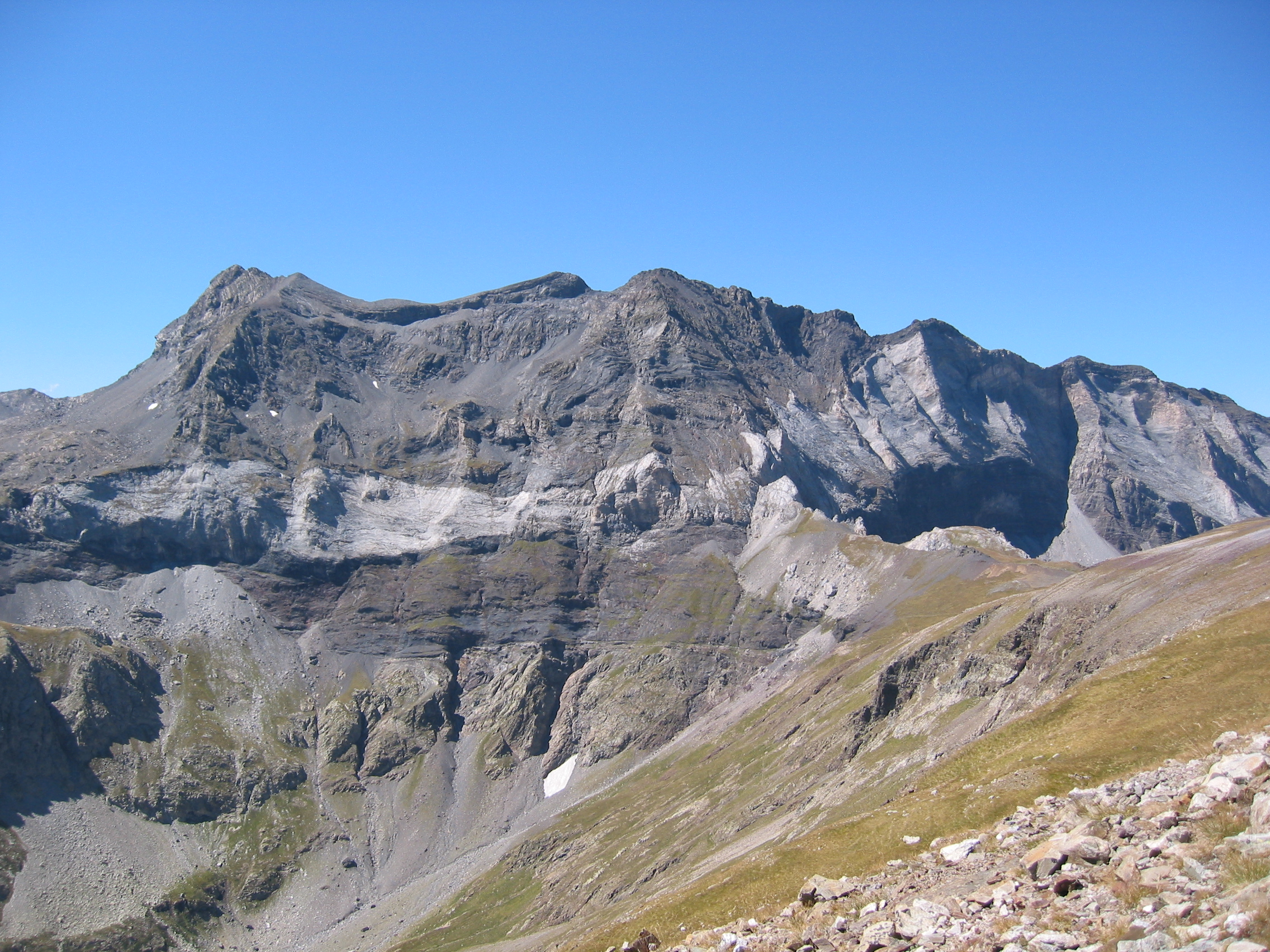
Falaise nord du cirque de Barrosa, avec vue, au-delà du port de Barroude, à droite, sur la muraille de Barroude

Pendant la guerre civile espagnole l’histoire de la vallée de Bielsa a été marquée, au printemps 1938, par un célèbre et dramatique épisode connu sous le nom de « Bolsa de Bielsa ». Pendant 3 mois, la 43e division de l’armée républicaine, adossée à la frontière française, a opposé, dans la haute vallée du rio Cinca, une farouche résistance à l’avancée franquiste renforcée par l’aviation allemande et italienne qui a semé la terreur en incendiant les villages de Bielsa et de Parzan, ainsi que les installations minières de l’Hospital de Parzan où la 43e division avait installé son quartier général. Les combats ont rendu nécessaire l’exil de 6 000 civils qui, abandonnant tous leurs biens, ont dû franchir au mois d’avril, dans la neige, le Port Vieux (2 378 mètres d’altitude), et d’autres ports frontaliers, dont le port de Barroude, pour se réfugier en France, par la vallée de La Gela, dans la vallée d’Aure. Cet exil a été suivi, à la mi-juin, par le repli de l’armée républicaine sur le versant français, avant son retour en Catalogne pour y  reprendre le combat.

### Histoire du pyrénéisme
Le cirque de Barrosa a sa place dans l’histoire du pyrénéisme. Resté longtemps mystérieux il a été visité et admiré par les grands noms français de la montagne pyrénéenne : en 1877 Franz Schrader, remontant la vallée de Bielsa, accompagné du guide Célestin Passet, le découvre, enthousiasmé à la vue de sa partie sud ; en 1878 le comte Henry Russell le contemple depuis le sommet du pic Robiñera ; plus tard, en 1897, venant de Héas, Lucien Briet trimestres 1902 l’aborde par le port de Barroude, visite sa partie nord, dont il parcourt la vire, et le photographie, avant de rentrer à Héas par le col Robiñera ; en 1902 les cinq frères Cadier, émerveillés, après une nuit passée dans le cirque, montent au pic de la Munia par ce même col. D'autres pyrénéistes ont visité le cirque autour de 1900 et l'ont décrit dans leurs récits d'excursions : Bertrand de Lassus, Emile Belloc, le Docteur Verdun. Entre 1978 et 1982 les frères Jean et Pierre Ravier, enchantés par le cirque, y ouvrent de spectaculaires voies d’escalade et le traversent par le chemin des mines

## Tourisme

### Le chemin des mines
Les Espagnols l'appellent Camino de Las Pardas (dans la traversée du cirque il côtoie une roche sombre : l'ampélite),,

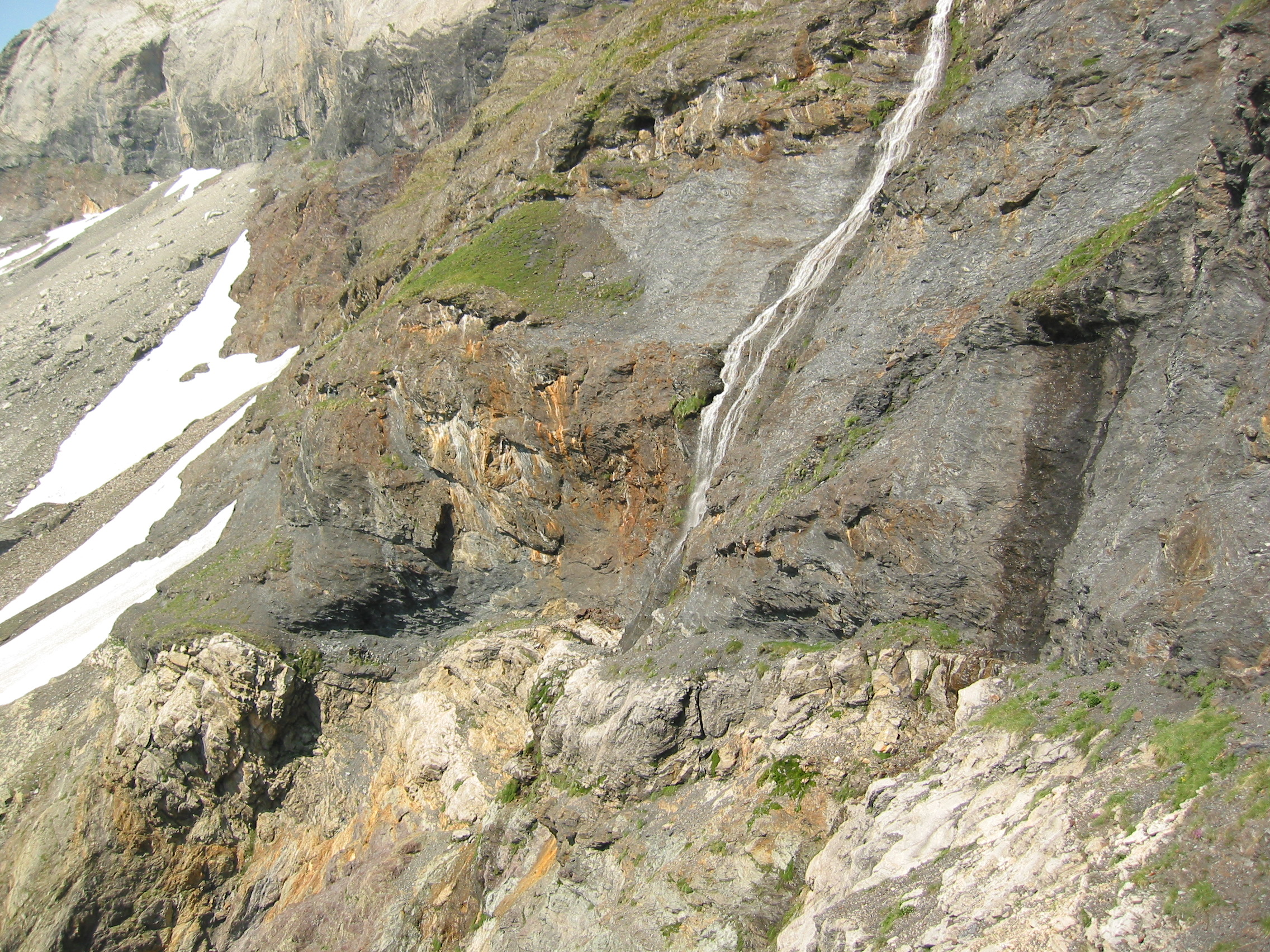
Chemin des mines, coupé par une cascade, dans la falaise nord du cirque de Barrosa, courant sur la couverture en calcaire crétacé blanc du socle

De ce chemin muletier qui, entre le col d’Espluca Ruego et le port de Barroude, traverse le cirque de Barrosa, quasi-horizontalement, entre 2 500 et 2 300 m d’altitude, il ne reste aujourd’hui que des vestiges, difficilement repérables quand il traverse des pentes herbeuses, ou effacés dans les éboulis. Dans les falaises du cirque il persiste une étroite corniche qui a perdu son aménagement initial, sauf sur un court secteur de la falaise sud.
Son parcours reste cependant possible pour traverser à pied le cirque entre les deux cols, mais demande une bonne expérience de la montagne avec absence d'appréhension et un pied sûr, surtout dans des traversées d'éboulis pentus et croulants. Des mains courantes rassurent dans des passages rocheux impressionnants.

### Pratique de la montagne
Le cirque de Barrosa, de même que son environnement immédiat, a beaucoup d’atouts pour attirer les montagnards : balade familiale, randonnée pédestre, ski de randonnée, escalade de tout niveau, escalade glaciaire, canyoning peuvent y être pratiqués. Ils trouvent une cabane-bivouac dans les pelouses du fond du cirque, à 1 740 m d’altitude.
Sont à conseiller en particulier les courses suivantes, :
- dans le domaine de la randonnée pédestre facile ou peu difficile :
  - depuis l’Hospital de Parzan en passant par le cirque : le port de Barroude (également accessible par le refuge de Barroude) et le pic Barrosa  ou le pic de Port Vieux, qui offrent de vastes  panoramas, et le pic de la Munia ou le pic Robiñera,
  - par la vallée de Chisaguës : le plateau de Liena avec ses mines et le site du col d'Espluca Ruego d'où on surplombe le cirque et où sont bien visibles sa géologie et celle du chemin des mines, au pied de la Punta du même nom ;
- une randonnée comportant des passages d'escalade peu ou assez difficiles, mais peu nombreux : le pic de la Munia par l’arête est du pic de Troumouse et une partie de la crête du cirque de Troumouse ;
- deux circuits de deux jours pour pyrénéistes confirmés, avec couchage au refuge de Barroude :
  - au départ de l'Hospital de Parzan : montée au refuge par le port de Barroude, traversée du cirque par le chemin des mines (qui demande une bonne expérience de la montagne), pic Liena et descente sur l’Hospital de Parzan,
  - au départ de Héas, un circuit qu'avait réalisé Lucien Briet : montée au refuge de Barroude par la hourquette de Héas et la hourquette de Chermentas, traversée de la falaise nord du cirque par le chemin des mines, et retour par le col Robiñera ;
- à skis de randonnée : le pic Barrosa, avec descente de son versant ouest, face à la muraille du cirque.

Images du cirque de Barrosa
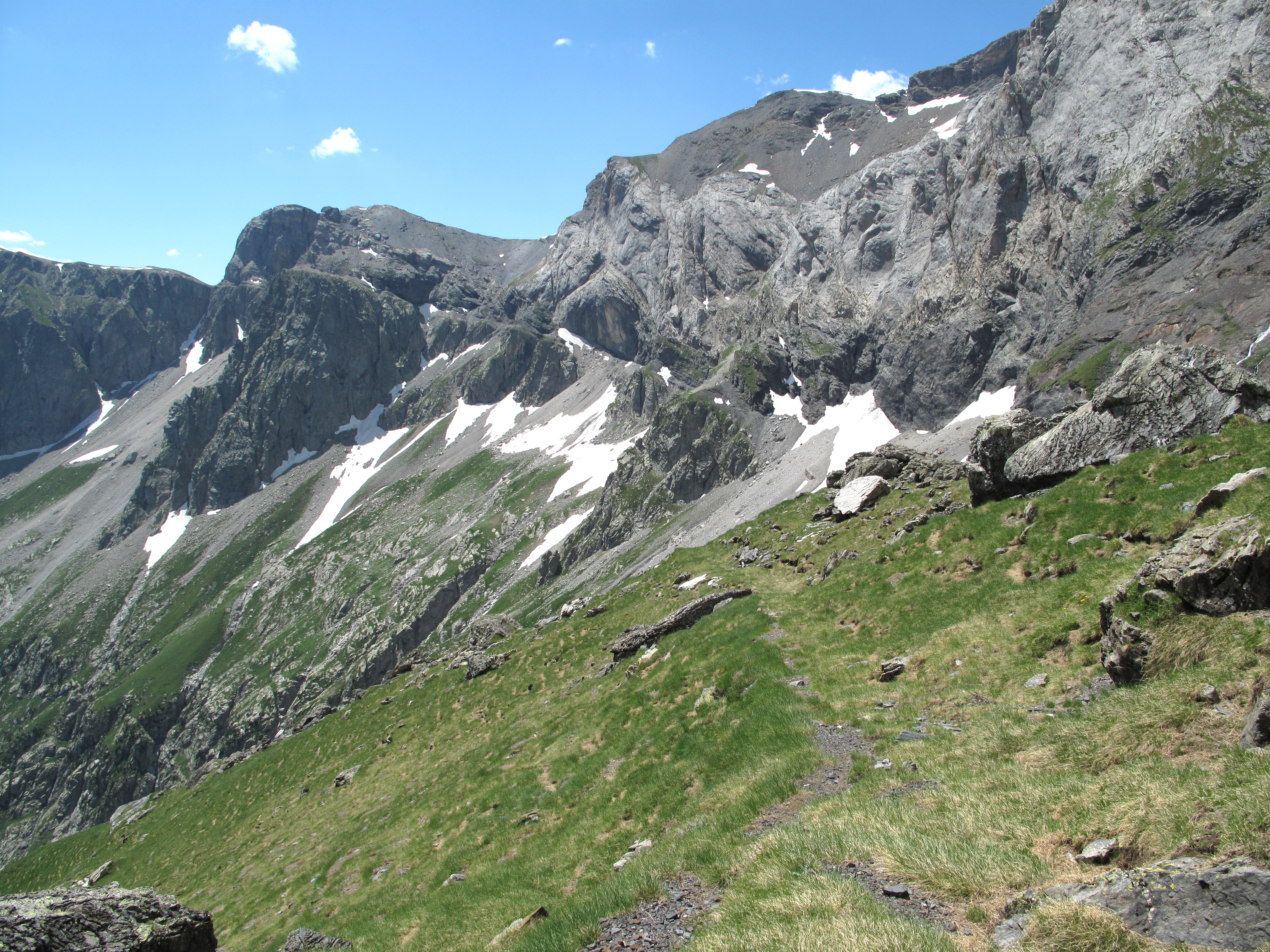
Chemin des mines envahi par l'herbe dans la partie centrale du cirque et sa traversée de la falaise sud
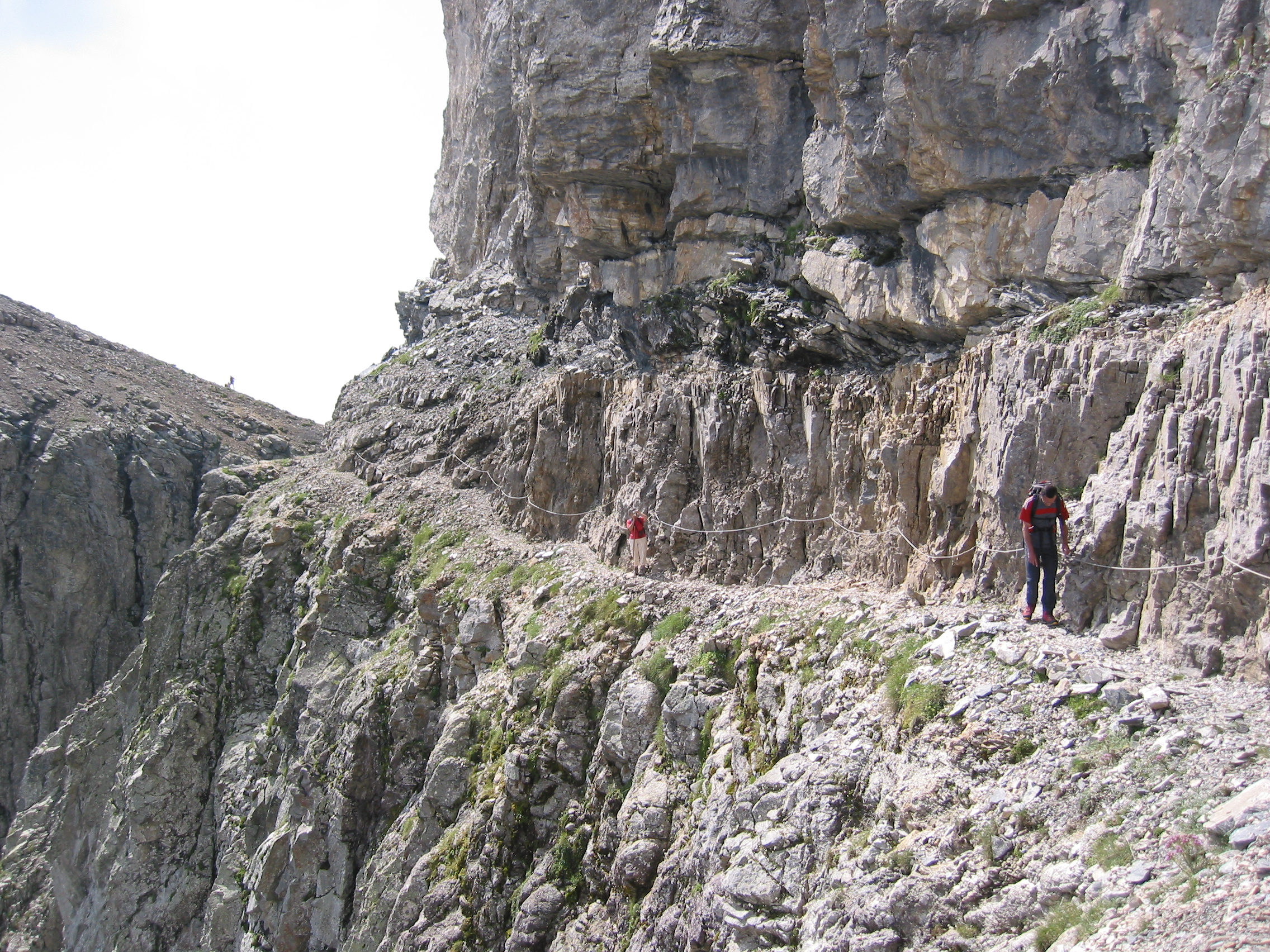
Premiers pas sur la vire sud du cirque au départ du col d'Espluca Ruego
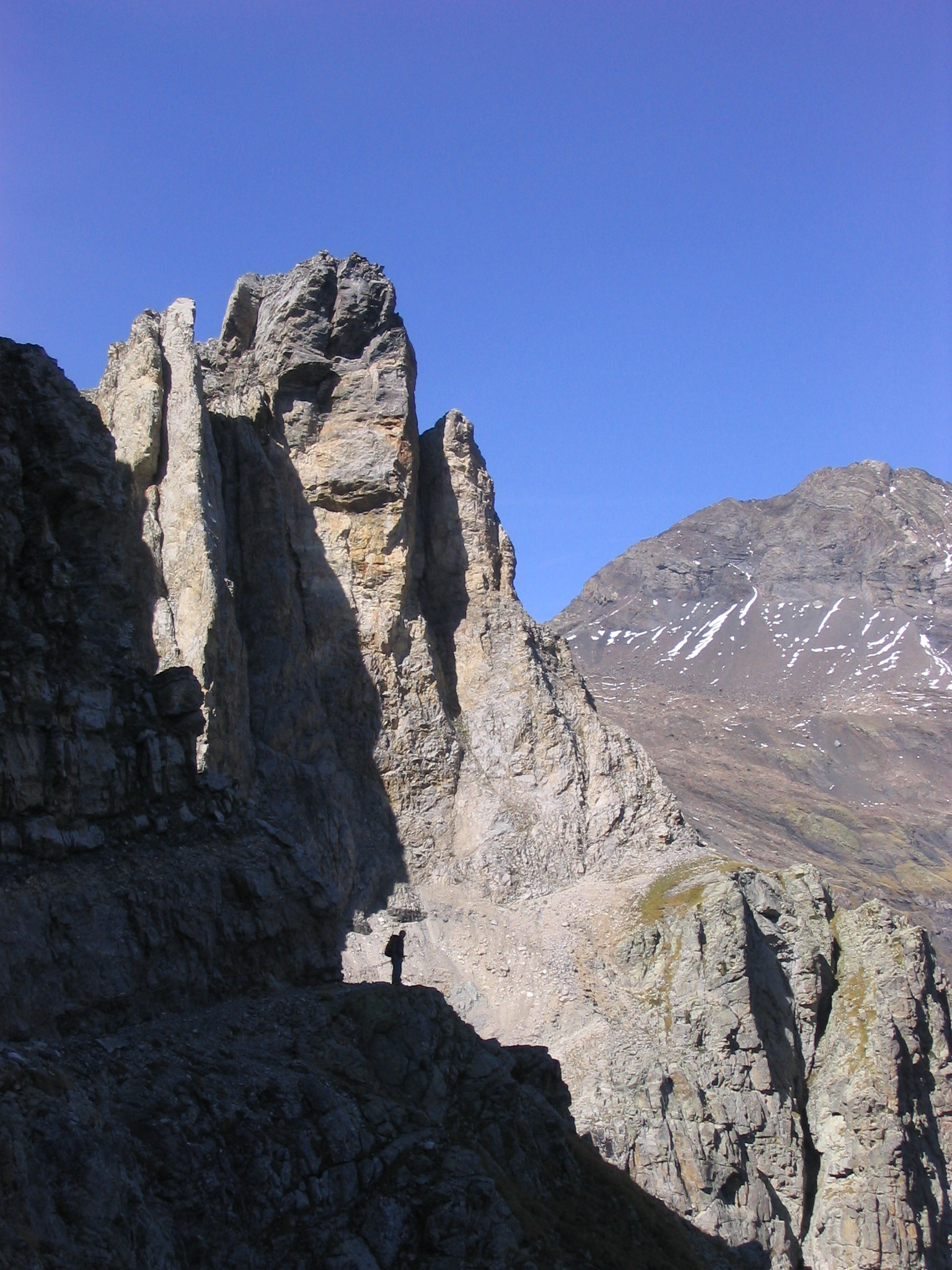
Sur les éperons granitiques de la falaise sud, au pied des aiguilles de calcaire dévonien ; à droite, le pic de la Munia
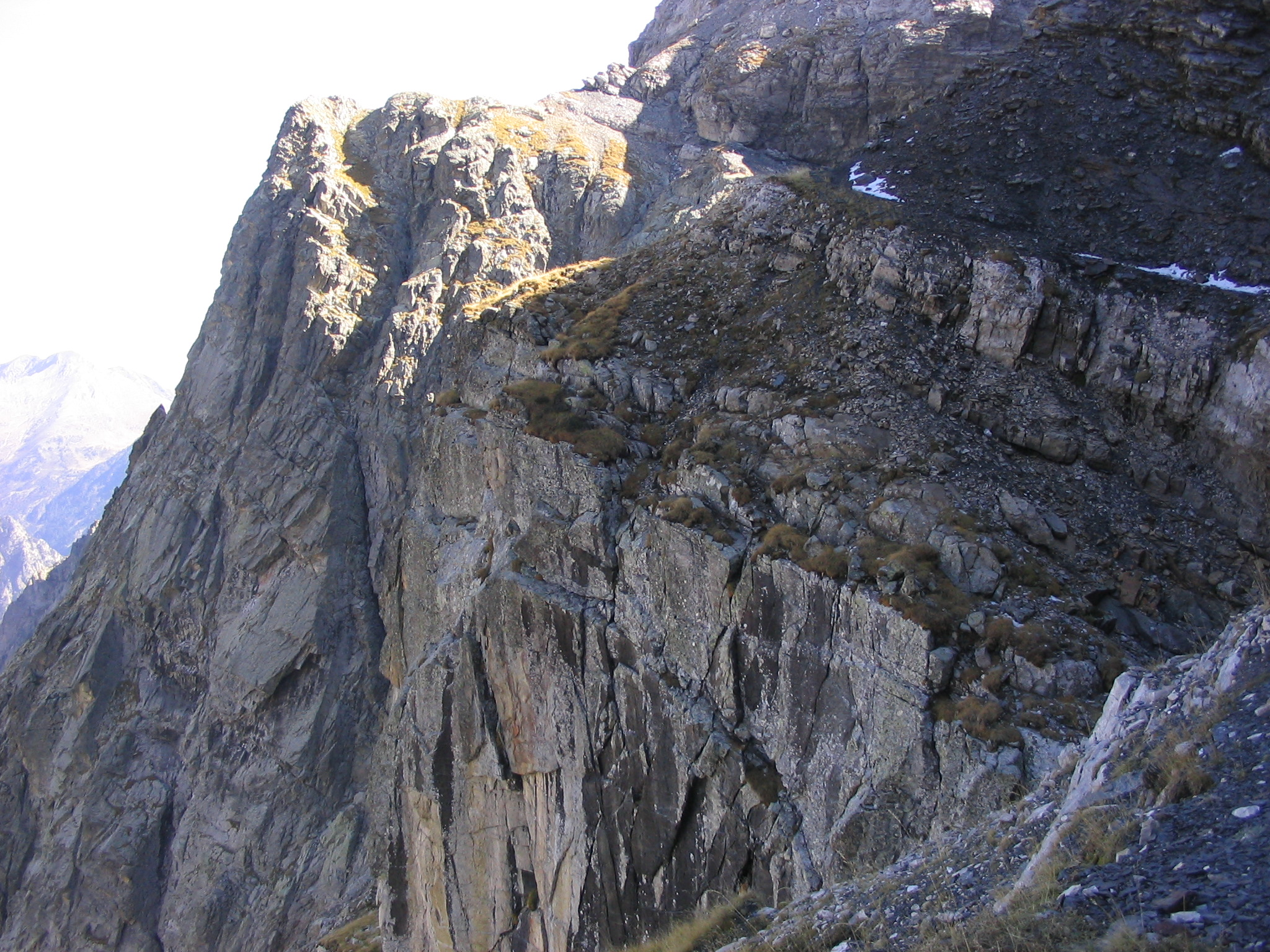
Soulignée par la neige, vire de la falaise sud du cirque sur la mince couche de calcaire crétacé qui recouvre le socle granitique
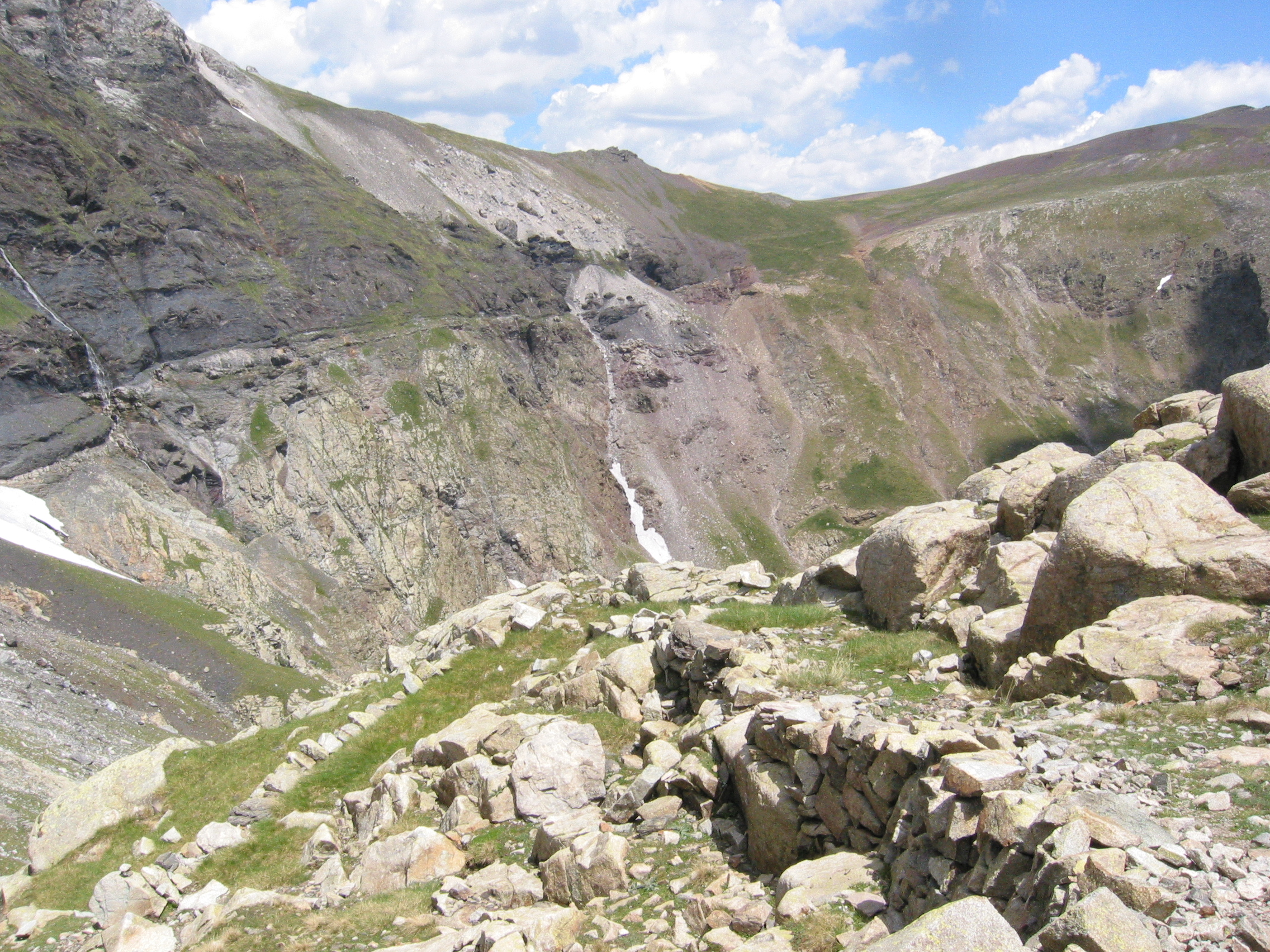
Chemin des mines dans le granite du gros épaulement du cirque, avec au deuxième plan la falaise nord et au loin le port de Barroude
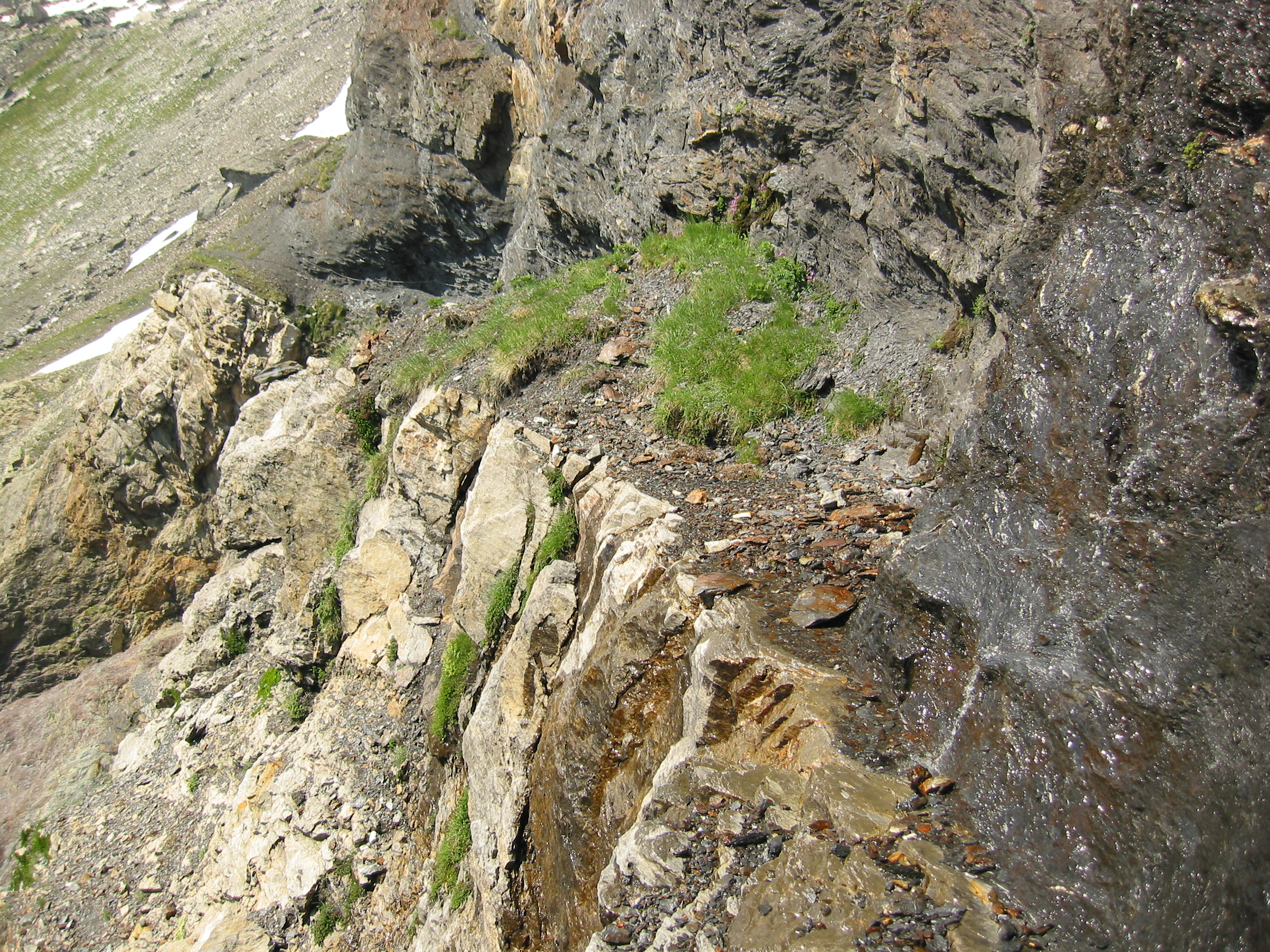
Corniche naturelle dans la falaise nord, liée au retrait de l'ampelite par rapport à la couche de calcaire crétacé, mise à profit pour l'aménagement du chemin des mines
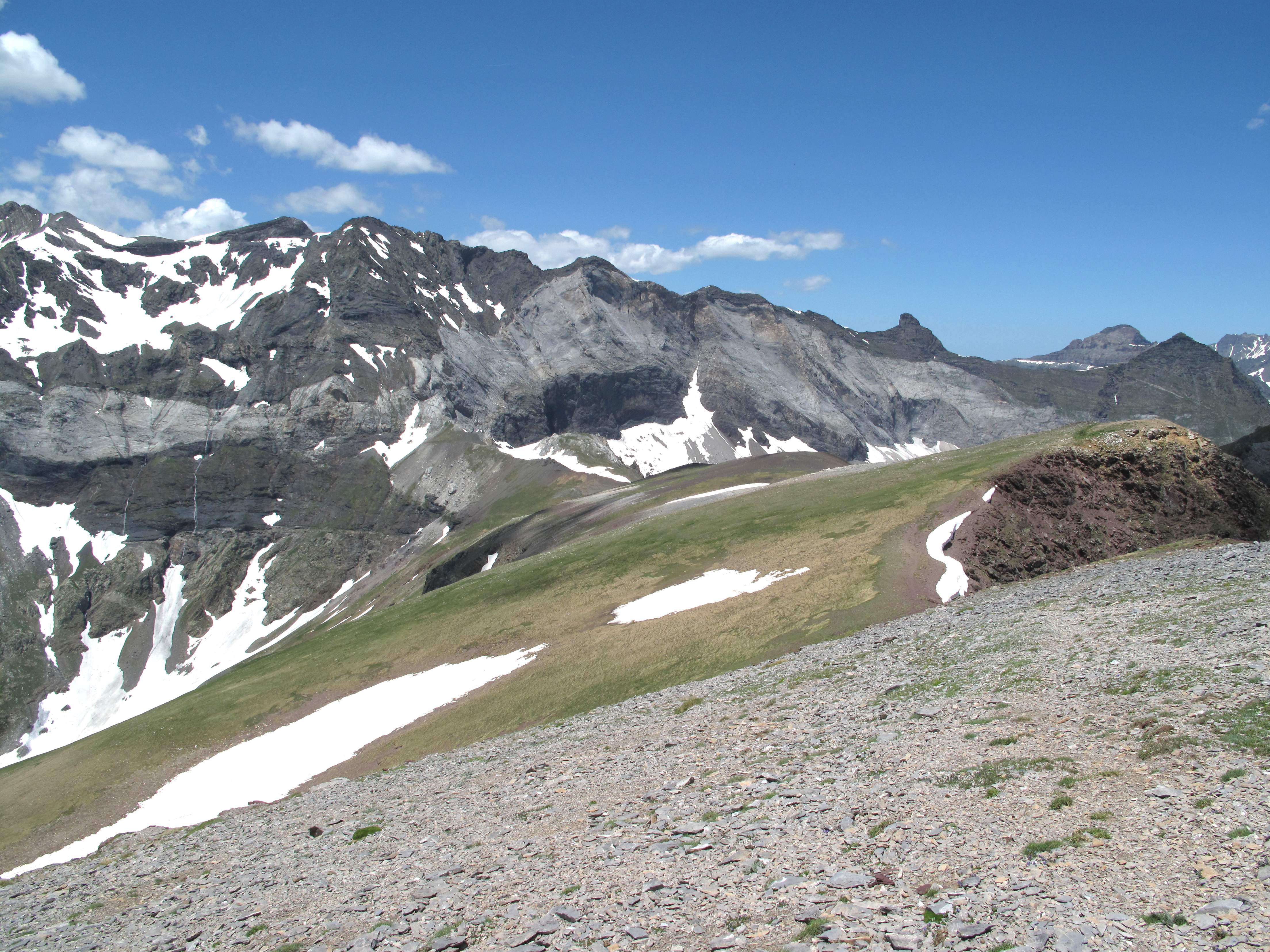
Depuis le pic Barrosa, vue sur le port de Barroude au pied de la jonction entre la falaise nord du cirque à gauche et la muraille de Barroude à droite
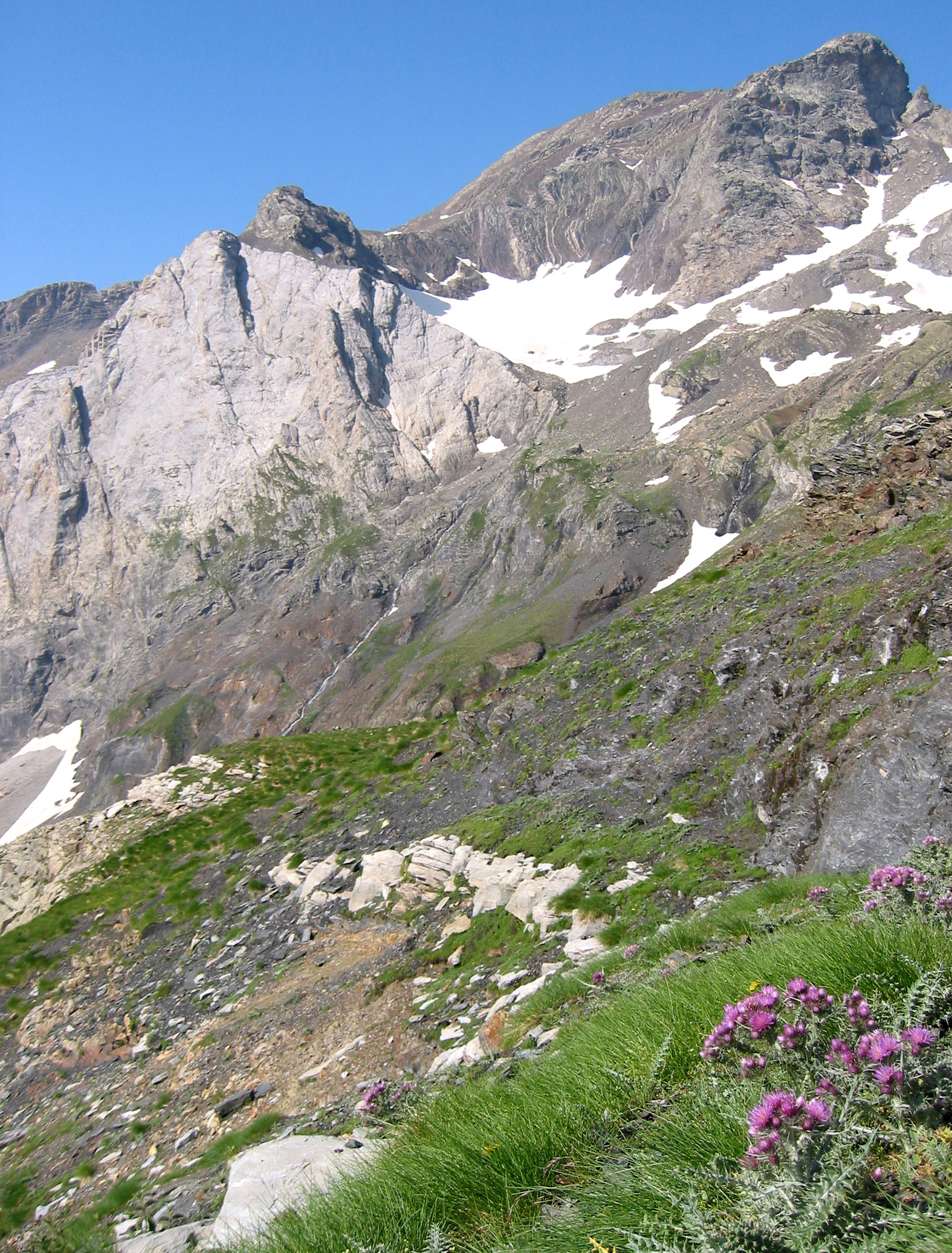
Sous le pic Robiñera, dans la partie centrale du cirque, le chemin des mines, envahi par l'herbe, avait été là aussi aménagé sur la couche de calcaire crétacé blanc
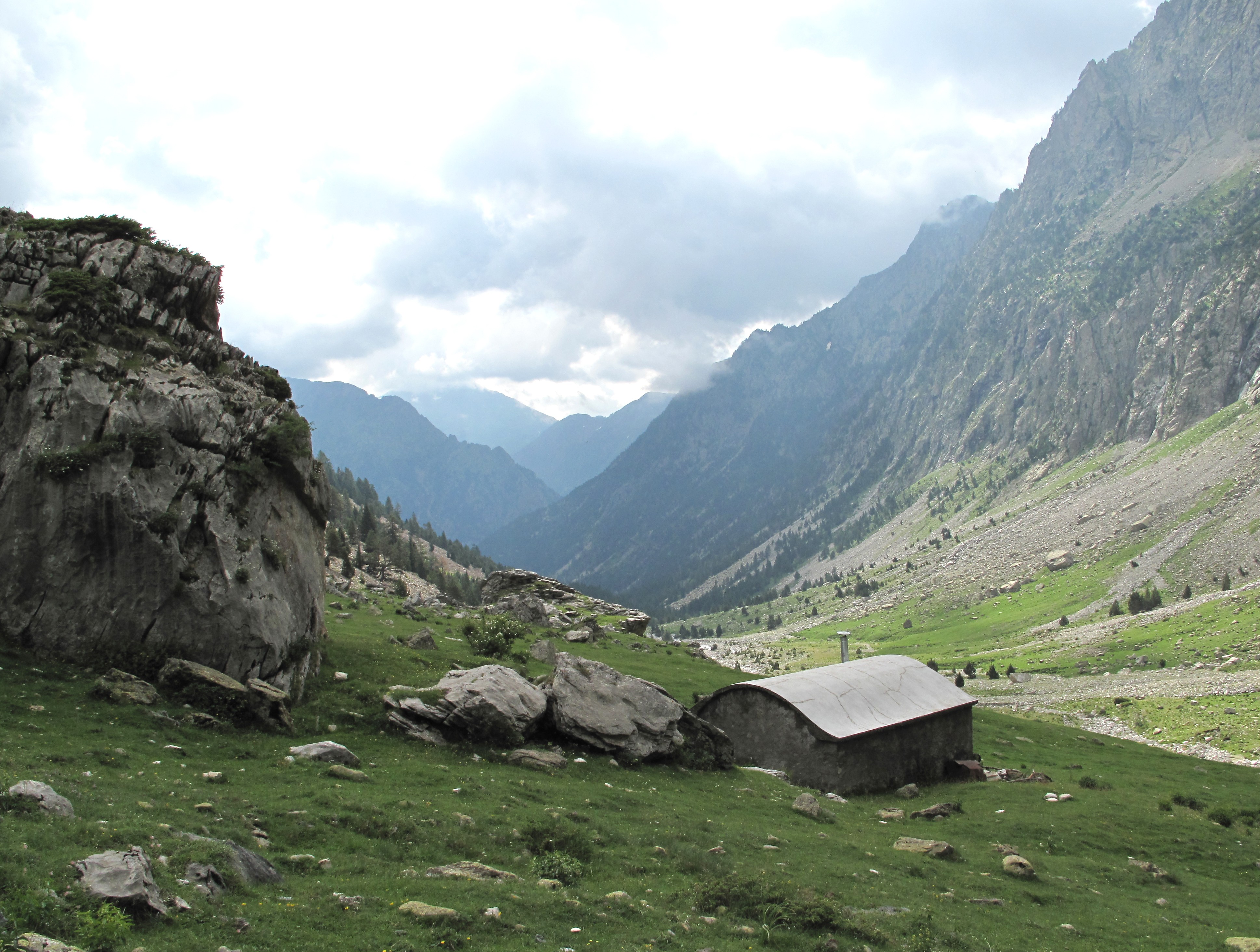
Cabane de Barrosa, au centre du cirque, au-dessous de blocs erratiques, à la naissance de la haute vallée du rio Barrosa
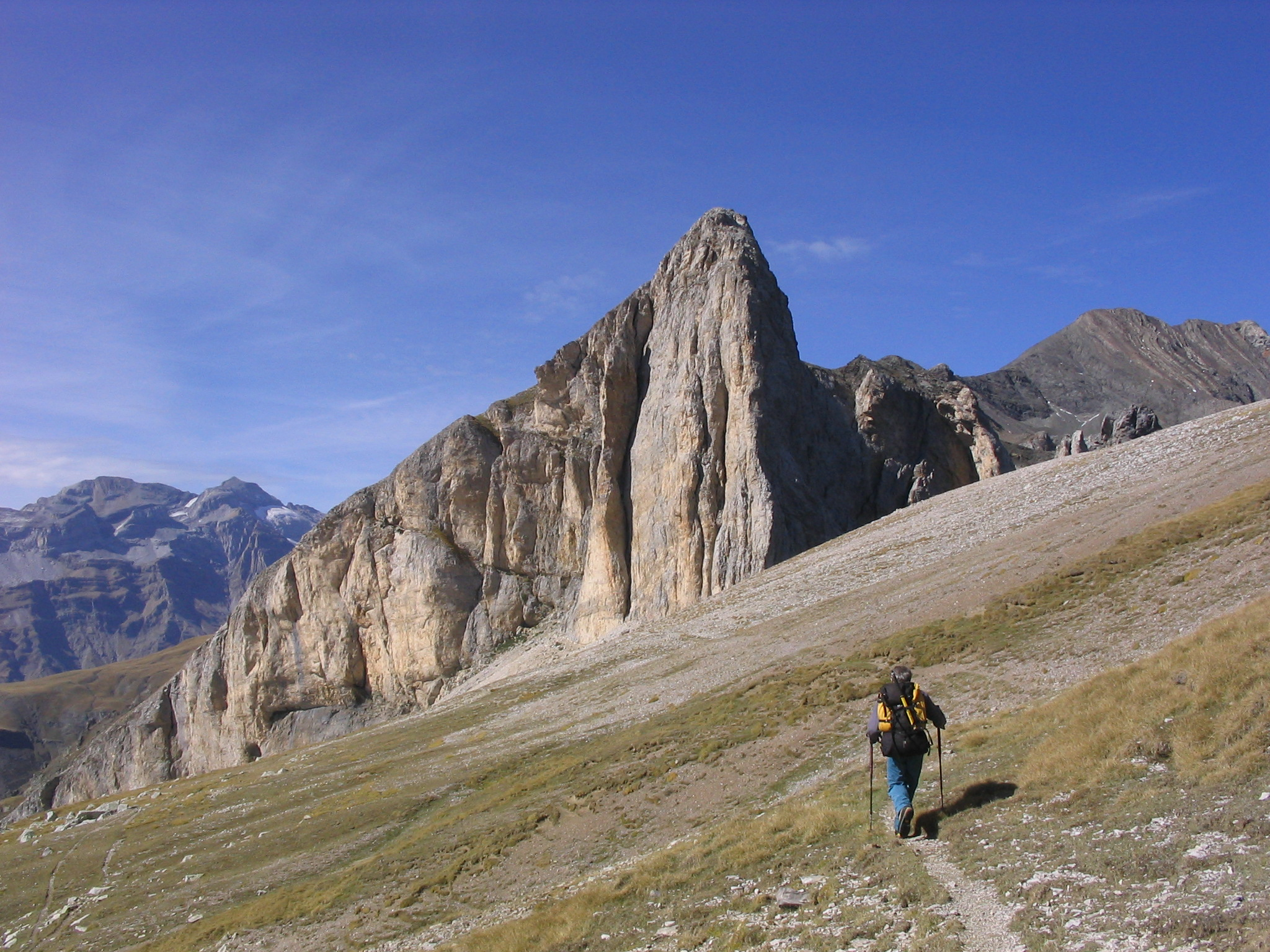
Punta d'Espluca Ruego qui domine le plateau de Liena où on repère la trace du chemin des mines avant sa traversée du cirque, à droite
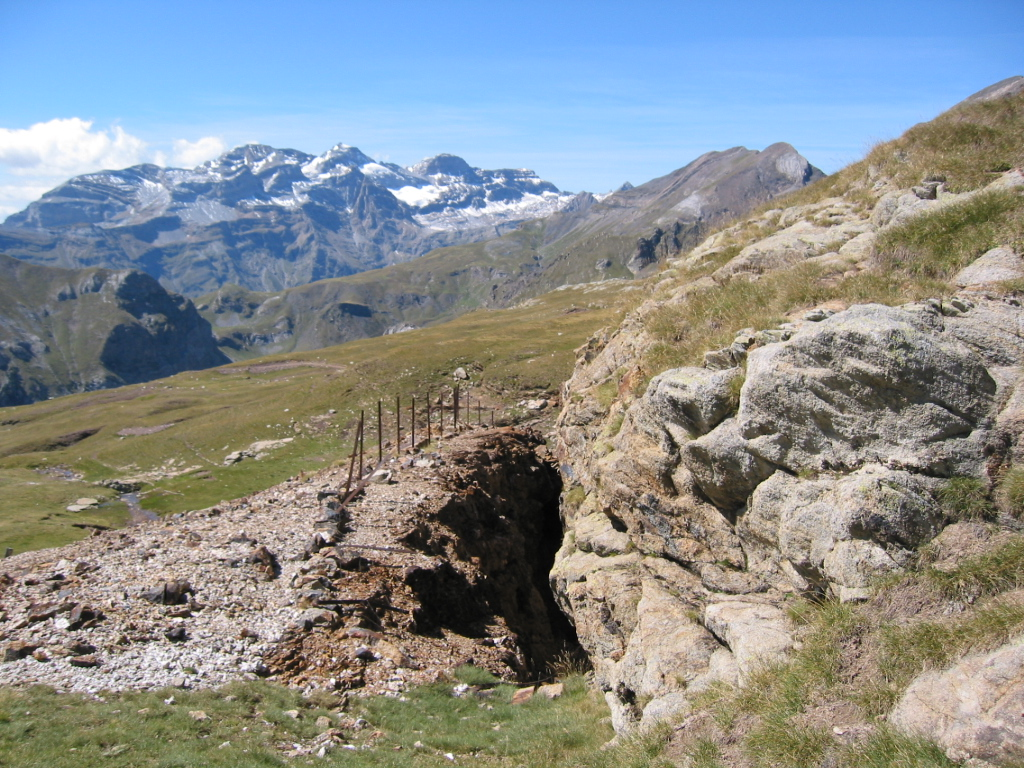
Sur le plateau de Liena, tranchée d'extraction du plomb argentifère à la limite entre le grès rouge à gauche et le granite à droite ; au loin, le massif du Mont-Perdu
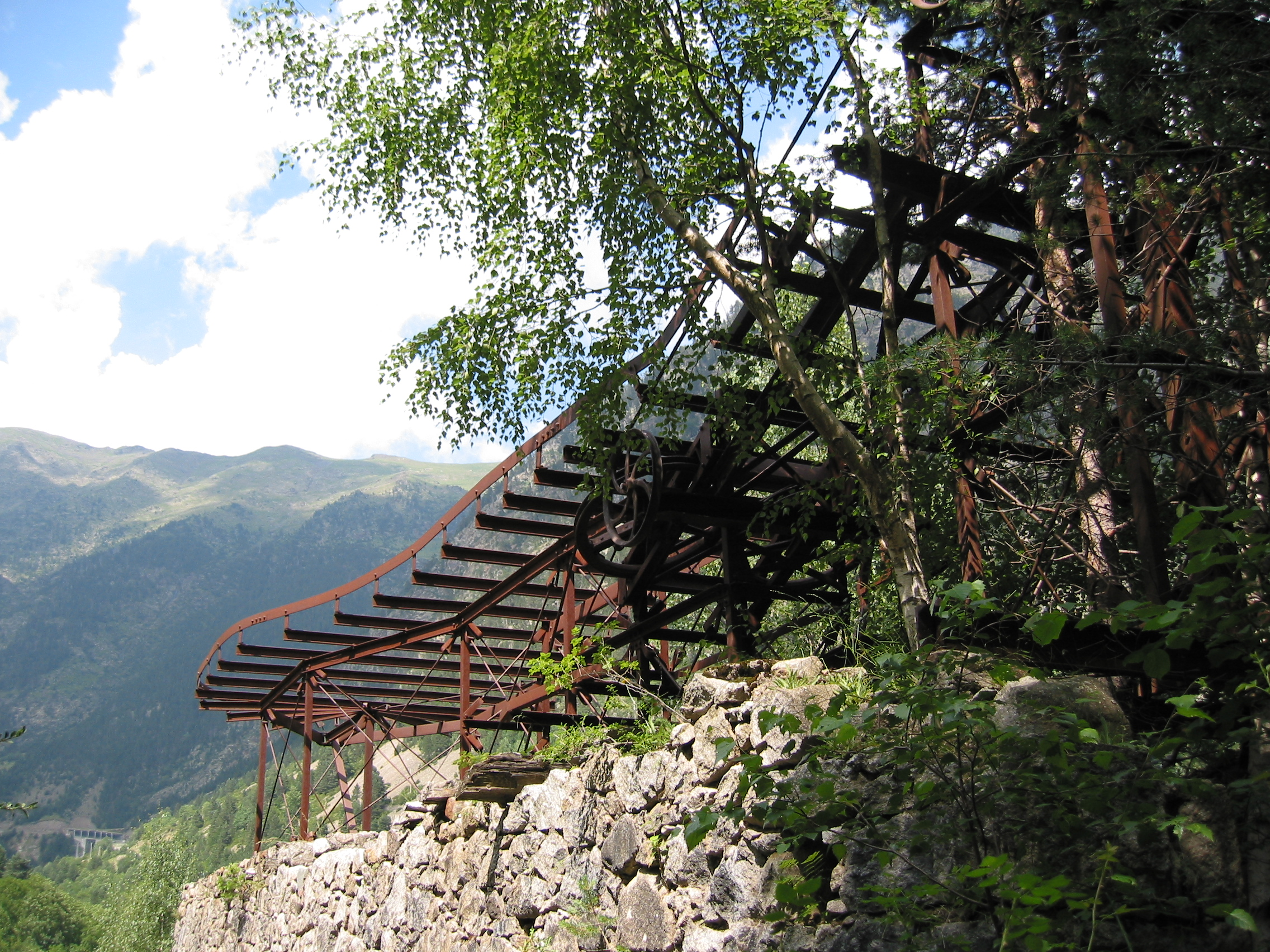
Dans les anciennes installation minières de l'Hospital de Parzan, vestiges de la station d'arrivée du câble aérien qui descendait le minerai des mines du pic Liena
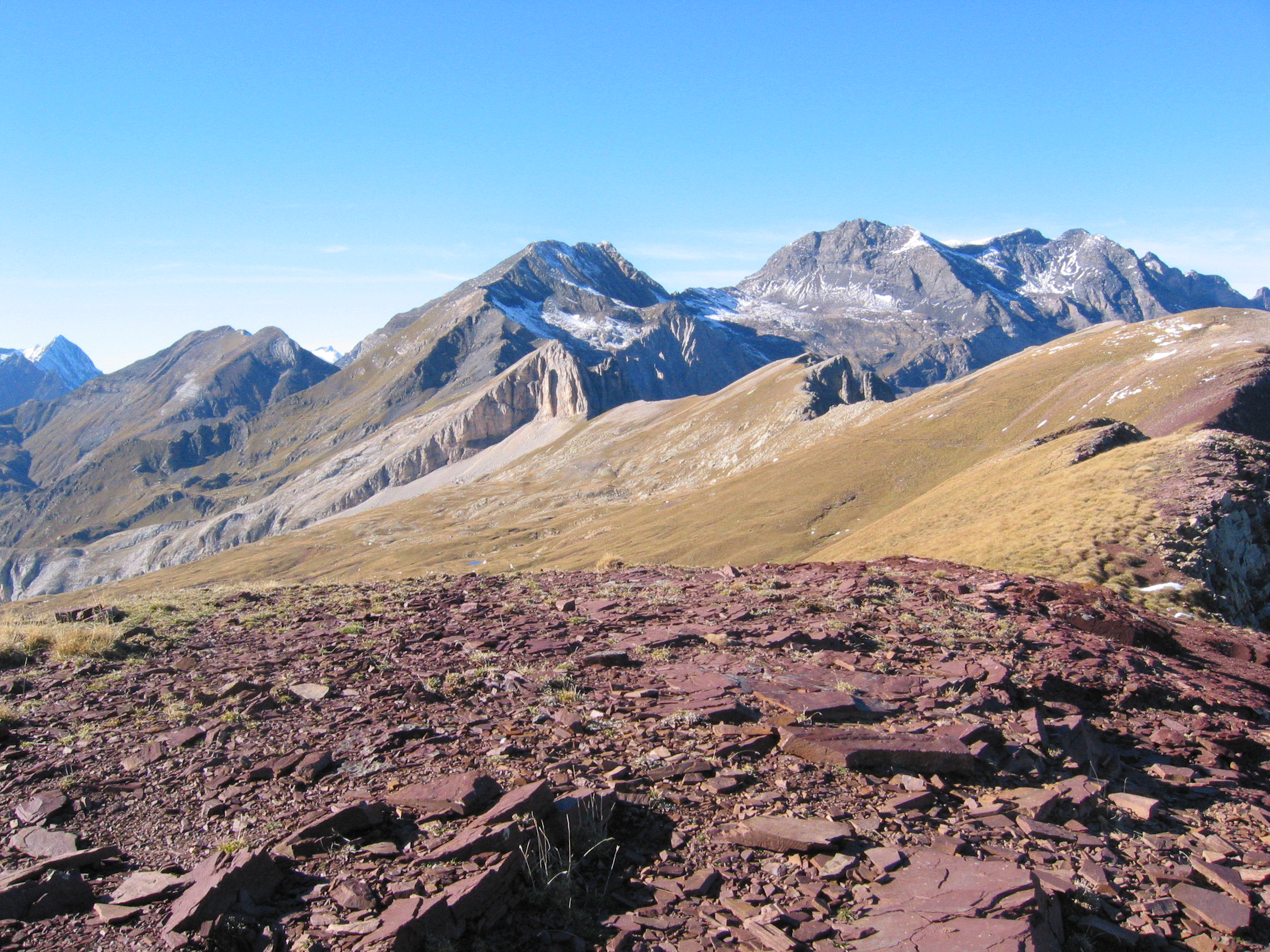
Grès rouge au sommet du pic La Mota qui domine le plateau et la sierra de Liena ; au loin, les sommets du cirque
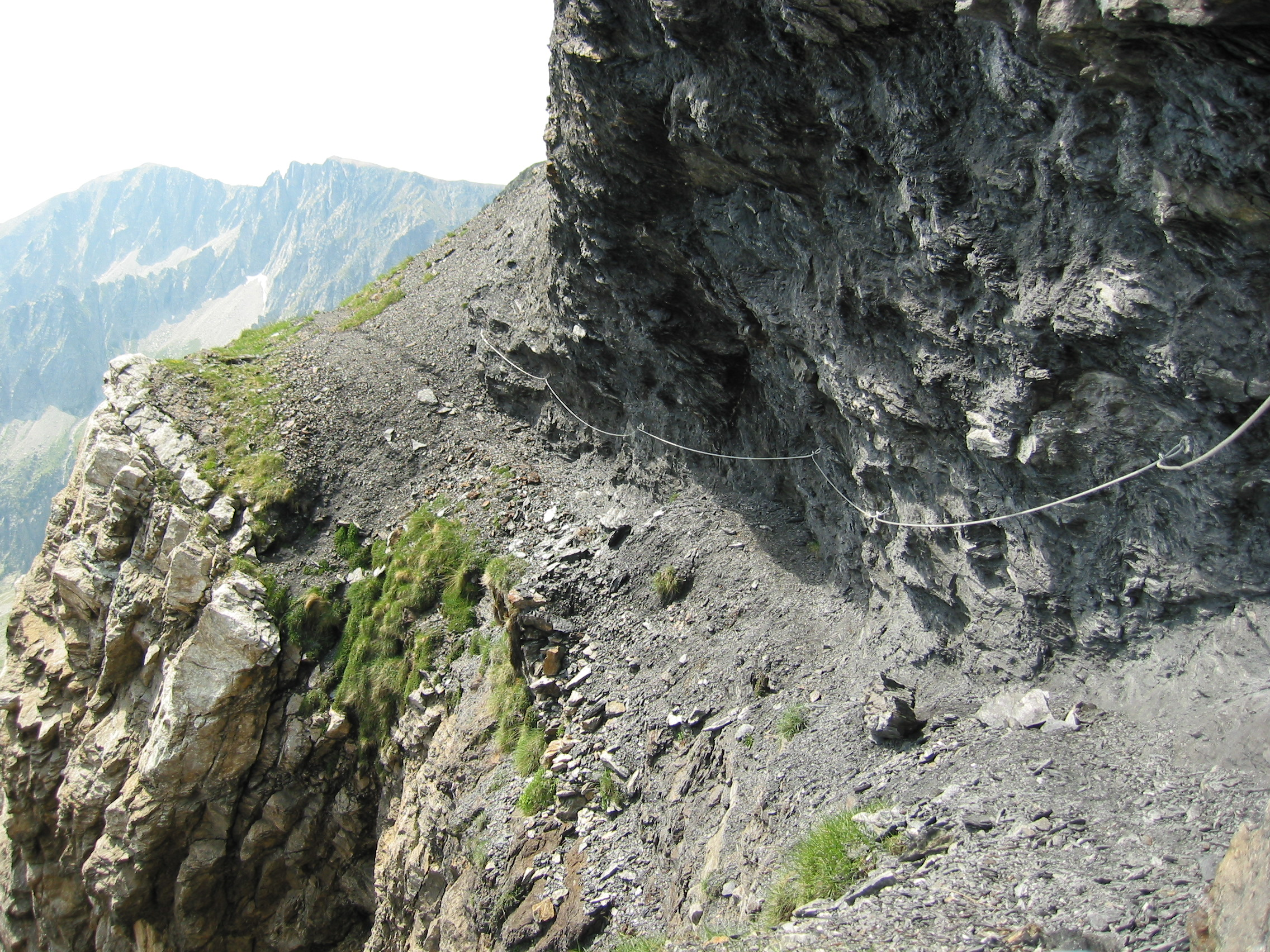
Vire de la falaise nord du cirque de Barrosa, encombrée par des débris d'ampélite